# 사생활의 비밀과 자유
사생활의 비밀과 자유는 헌법상 기본권이다. 모든 국민은 사생활의 비밀과 자유를 침해 받지 아니한다(17조). 이것은 소극적으로는 인격적 존재로서의 인간이 그의 사적(私的)인 일들과 사생활의 내용을 공개 당하지 아니하고, 적극적으로는 자신이 원하는 대로 자유롭게 활동하고 생활해 가는 것을 침해 또는 간섭 받지 않도록 하려는 것이다.
판례는 자신의 인격권이나 명예권을 보호하기 위하여 대외적으로 해명을 하는 행위는 표현의 자유에 속하는 영역이라고 할 수
있을 뿐 이미 사생활의 자유에 의하여 보호되는 범주를 벗어난 행위로  피고인이나 변호인에 의한 공판정에서의 녹취는 진술인의 인격권 또는 사생활의 비밀과 자유에 대한 침해를 수반하고, 실체적 진실발견 등 다른 법익과 충돌할 개연성이 있으므로, 녹취를 금지해야 할 필요성이 녹취를 허용함으로써 달성하고자 하는 이익보다 큰 경우에는 녹취를 금지 또는 제한함이 타당하고,  법원의 제출명령이 있는 경우에는 당해 법적 분쟁에 있어서 증명할 사실과 관련된 금융거래정보를 공개할 수 있도록 하는 것은, 객관적인 증거에 의해 확인되는 실체적 진실에 따라 법적 분쟁을 공정하게 해결하기 위한 것으로서 그 입법목적의 정당성이 인정되고, 수단의 적합성이 인정된다고 판시하였다.

## 구체적 판례
수용자가 없는 상태에서의 교도소 거실과 작업장 검사 사건(224 2011.10.25. 2009헌마691)는 대한민국 헌법재판소 판례이다.

### 사실관계
교도소의 수감중인 청구인은 청구인이 없는 상태에서 교도소측에서 실시한 검사행위는 청구인의 사생활의 비밀과 자유, 평등권, 행복추구권, 재산권 등을 침해하고, 적법절차원칙에 위배된다고 주장하면서 이 사건 헌법소원심판을 청구하였다.

### 결론 및 이유
각하, 기각되었다.
교도관에게 '가급적' 수용자가 없는 상태에서 검사를 할 수 있게 재량의 여지를 주고 있으므로 바로 청구인의 어떠한 기본권을 직접 제한하고 있지 않다.
수형자라 하여 모든 기본권의 제한이 정당화될 수는 없으며, 제한되는 기본권은 형의 집행과 도망의 방지라는 구금의 목적과 관련된 기본권에 한정되어야 하고, 그 역시 형벌의 집행을 위하여 필요한 한도를 벗어날 수 없다. 특히 수용시설 내의 질서 및 안전 유지를 위하여 행해지는 기본권의 제한은 수형자에게 구금과는 별도로 부가적으로 가해지는 고통으로서 다른 방법으로는 그 목적을 달성할 수 없는 경우에만 예외적으로 허용되어야 한다.
거실 및 작업장 검사를 함에 있어서 수용자가 없는 상태에서 검사를 하는 것은 검사의 실효성을 확보하기 위한 것이다.
적법절차원칙은 단순히 입법권의 유보제한이라는 한정적인 의미에 그치는 것이 아니라 모든 국가작용을 지배하는 독자적인 헌법의 기본원리로서 해석되어야 할 원칙이라는 점에서 입법권의 유보적 한계를 선언하는 과잉입법금지의 원칙과는 구별된다고 할 것이다.
수용자와 일반 사회생활을 하는 사람들이 동일한 비교집단이 될 수는 없다. 사생활의 비밀 및 자유의 침해 여부에 대한 판단 속에는 이 부분에 대한 판단까지

## 판례

### 안전벨트 착용
- 개인이 자동차를 도로에서 운전하는 중에 좌석 안전띠를 착용할 것인지의 여부는 사생활의 기본조건, 자기결정의 핵심적 영역 또는 인격적 핵심과 관련된다고 보기 어려워 사생활 영역의 문제가 아니다.[1]

### 얼굴 방송 노출
- 자신을 알아볼 수 없도록 해 달라는 조건 하에 사생활에 관한 방송을 승낙하였는데, 방영 당시 그림자처리되기는 하였으나 그림자에 옆모습 윤곽이 그대로 나타나고 음성이 변조되지 않는 등 그 신분이 주변사람들에게 노출되게 한 것은 사생활의 비밀을 침해한 것이다.[2]

### 명의신탁 수탁자 명의 등기 처벌
- 명의신탁약정에 의한 수탁자 명의의 등기를 금지하고 그 위반자를 형사처벌하도록 한 것은 부동산 소유권 기타 경제적 영역에 관한 사생활의 비밀을 침해한 것이라 할 수 없다.[3]

### 적극적 권리 보장
- 사생활의 비밀과 자유는 개인의 사생활이 타인으로부터 침해되거나 사생활이 함부로 공개되지 아니할 소극적 권리는 물론 고도로 정보화된 사회에서는 자신에 대한 정보를 자율적으로 통제할 수 있는 적극적 권리도 보장하는 것으로 해석되며, 개인정보자기결정권의 한 근거가 된다.[4]

### 기본권인 개인정보자기결정권
- 정보주체가 개인정보의 공개와 이용에 관하여 스스로 결정할 권리인 개인정보자기결정권은 새로운 독자적 기본권으로서 헌법에 명시되지 않은 기본권이다.[5]

### 합헌 경우

#### 어린이집 CCTV 설치
- 보호자 전원이 CCTV 설치의 필요성이 없거나 보육교사와 영유아 사이에 진정한 교감을 저해하고 신뢰관계를 방해한다는 판단 아래 설치에 반대하는 경우에는 CCTV를 설치하지 않을 수 있는 가능성을 열어두었다면, 어린이집에 의무적으로 CCTV를 설치하도록 규정하고 있는 「영유아보육법」 조항은 보육교사나 영유아의 사생활의 비밀과 자유를 침해한다고 할 수 없다.[6]

#### 수용자 CCTV 감시
- 구치소장이 수용자의 거실에 폐쇄회로 텔레비전을 설치하여 계호한 행위는 수용자의 사생활에 상당한 제약이 가하여진 것이지만, 해당인의 행동을 상시적으로 관찰함으로써 그의 생명･신체를 보호하고 교정시설 내의 안전과 질서를 보호하려는 공익적 조치라는 점에서 수용자의 사생활의 비밀 및 자유를 침해하였다고는 볼 수 없다.[7]

#### 미결수용자 대화녹음
- 미결수용자가 변호인 아닌 자와의 접견 시 그 대화내용을 녹음･녹화할 수 있도록 하는 것은 내밀한 대화내용의 비밀을 유지하기 어렵게 하고 자유롭게 대화하는 것을 제한하지만, 증거인멸 또는 형사 법령 저촉 행위의 위험 방지 및 교정시설 내의 안전과 질서유지 기여 등을 고려할 때 사생활의 비밀과 자유에 대한 침해라고 할 수 없다.[8]

### 개인간 통신매체 표현 처벌
- 개인 사이에 이루어지는 전화, 우편, 컴퓨터, 그 밖의 통신매체를 통하여 성적 수치심이나 혐오감을 일으키는 표현을 전달하는 행위를 처벌함으로써 일정한 내용의 표현 자체를 금지하고 있는 심판대상조항은 청구인이 스스로 타인에게 메시지를 전송한 이상 청구인의 의사에 반하여 사적인 생활영역이 공개되었다거나 심판대상조항으로 인하여 청구인의 성적 영역 등 사생활을 스스로 형성할 수 없도록 국가가 간섭한다고 보기도 어려우므로, 사생활의 비밀이나 자유가 제한되었다고 볼 수 없다.[9]

### 위헌

#### 특수 콘돔 판매 금지
- 청소년을 대상으로 한 요철식 특수콘돔 및 약물주입 콘돔의 판매금지는 개인의 성생활이라는 내밀한 사적 생활영역에서의 행위를 제한하므로, 청소년의 사생활의 비밀과 자유를 제한한다고 볼 수 있다.[10]